# Charlotte Lauterbach
Charlotte Elisabeth Lauterbach, född 5 juli 1969, är en svensk programledare i radio.

## Biografi
Charlotte började sin karriär som programledare 1992 på Sveriges Radio P4 Örebro, där hon gjorde förmiddagsprogram.
1993 arbetade hon som reporter och programledare på ”förkommersiella radiostationer” som Fjällradion i Åre samt Radio FM i Örebro, innan kommersiell radio drog i gång i Sverige.
Charlotte var den första anställda programledaren på Mix Megapol, och sände premiärsändningarna i Stockholm innan hon byggde upp redaktionen i Örebro. Där sände hon lokala morgonprogram i några år, innan hon flyttade till Stockholm för att göra nationella sändningar på Mix Megapol under nätterna.
Efter flera år med nationell radio i Mix Megapol gick hon över till stockholmsstationen Radio City där hon både gjorde egna förmiddagsprogram samt sände morgonprogram tillsammans med Adam Alsing. Hon gjorde också radioprogrammet ”Tydligen fredag” direktsänt från restaurangen Chiaro med aktuella och kända personer.
När Radio City lades ner gick Charlotte tillbaka till Sveriges Radio. Hon sände P5 Radio Stockholm under tre år tillsammans med bland andra Pär Lernström och gjorde det mycket personliga programmet Charlotte i P5, innan kanalen lades ner 2007.
Charlotte hördes också i P3/P4-programmen Vaken med P3 & P4, Tidig morgon och Nattliv. Hon har hoppat in för Marcus Birro i Karlavagnen, varit programledare för Vi i femman, samt sänt många lokala program i Östergötland, Sörmland, Västmanland och Stockholm.
Charlotte har också varit tillbaka på Mix Megapol vid ytterligare två tillfällen. Dels gjorde hon relationsprogrammet Mix Match, där hon vid sista showen avslutade genom att hålla ett omtalat direktsänt bröllop i radion. Ett par år senare programledde hon även eftermiddagsprogrammet, samt sommarturnén 2010 på Mix Megapol.
2012-2018 hördes Charlotte på Lugna Favoriter.
Sedan 2018 är Charlotte programledare på Star FM mellan klockan 10 och 15 varje vardag.
Innan Charlotte utbildade sig på Universitetet i Sundsvall och började sin karriär som programledare, medverkade Charlotte i Riksradions julkalender 1987 tillsammans med Sören Olsson och Anders Jakobsson.
Charlotte gör också röster för reklam- och informationsfilmer.
Under flera år har Charlotte även programlett poddar. 2017 var hon producent och programledare för 10 poddavsnitt om diabetes i ”Diabetesprofilerna” med bland andra Peter Jihde och Molly Sandén.
På uppdrag av Svenska Spel gjorde Charlotte 40 avsnitt av podden ”Min tur” under 2020-2022. Där träffade hon personer som vunnit mycket pengar och som berättade om hur det förändrat deras liv.